# Euselasia matuta
Euselasia matuta är en fjärilsart som beskrevs av William Schaus 1913. Euselasia matuta ingår i släktet Euselasia och familjen Riodinidae. Inga underarter finns listade i Catalogue of Life.